# Audrey Dalton
Audrey Dalton, född 21 januari 1934 i Dublin, är en irländsk skådespelare.
Dalton studerade vid Royal Academy of Dramatic Art i London och kom till USA 1952 där hon började spela in film för Paramount Pictures. Senare medverkade Audrey Dalton även i många TV-serier fram till 1970-talets slut.

## Filmografi i urval
- 1952 – Kusin Rachel
- 1953 – Titanic
- 1953 – 3 flickor och 1500 sjömän
- 1954 – Kanske en Casanova
- 1955 – Bekännelsen
- 1958 – Vid skilda bord